# San Francisco (Santo Domingo)
San Francisco es un caserío peruano ubicado en el distrito de Santo Domingo, perteneciente a la provincia de Morropón del departamento de Piura, al norte del Perú. 

## Ubicación
San Francisco se ubica al norte de la provincia de Morropón, en el distrito de Santo Domingo, en el departamento de Piura.

## Demografía
En 2017 San Francisco tenía una población de 124 habitantes.
| Gráfica de evolución demográfica de San Francisco entre 1993 y 2017 |
|                                                                     |
| Fuentes: Población 1993 y 2017                                      |